# Poco a poco
Poco a poco è uno sceneggiato del 1980, di genere giallo, diretto da Alberto Sironi, con protagonisti Flavio Bucci, Diego Abatantuono e Teresa Ann Savoy. Il soggetto è tratto dal dramma teatrale The Gentle Hook di Francis Durbridge del 1974.

## Trama
La storia, ambientata a Milano, inizia con due pestaggi: uno subìto nella notte dal coreografo Renato Rada, l'altro ai danni della sua costumista italo-americana Annie Conti. Il commissario Braschi inizia le indagini in assenza di indizi: la costumista sostiene di essersi difesa ferendo l'aggressore con un tagliacarte. Terminato l'interrogatorio la donna, pedinata dall'agente De Rosa, si reca dal padre Ferruccio Togliani, un ex insegnante di Brera. Successivamente il padre di Annie va in ospedale dal coreografo ferito.
L'aggressore di Annie, ferito e piantonato dalla polizia, scappa dall'ospedale. Nel frattempo il coreografo, il suo assistente Luciano e la costumista riprendono le prove del balletto al Teatro alla Scala. Il commissario Braschi, prima va in teatro per chiarire con il coreografo alcuni particolari emersi durante le indagini, poi lo convoca in questura per un confronto all'americana con i suoi aggressori. Annie, tornata a casa, riceve un quadro da una misteriosa signora bionda, Giovanna.
L'aggressore di Annie, Gabetto, trova rifugio presso un pittore, Dominic, scomparso da giorni, che aveva incaricato la sua ex-moglie Giovanna di recapitare un suo quadro ad Annie Conti, la quale a sua volta lo ha portato al padre, Ferruccio Togliani. Alla fine Braschi, che nel frattempo ha intrecciato una relazione con Annie, riuscirà a smascherare i responsabili di un giro di falsi d'autore e di un omicidio.

## Produzione
Come i precedenti sceneggiati Dimenticare Lisa e Traffico d'armi nel golfo fu trasmesso in tre puntate. Gli esterni furono girati a Milano.
La canzone che chiudeva ogni puntata era Uomo camion di Paolo Conte. Nel corso delle puntate si potevano ascoltare canzoni di autori milanesi (Jannacci e Celentano, tra gli altri).
Dei vari sceneggiati tratti dalle opere di Francis Durbridge, Poco a poco è l'unico girato a colori.
Gli ascolti furono di 4-6 milioni di spettatori per puntata, un po' bassi per quell'epoca.